# Государственный переворот в Того (1967)
Государственный переворот 13 января 1967 года в Того (фр. Coup d’Etat de 13 janvier 1967 au Togo) — военный переворот, осуществлённый 13 января 1967 года тоголезской армией во главе с начальником Генерального штаба подполковником Этьеном Эйадемой. В ходе переворота, совершённого в обстановке тяжёлого политического кризиса, был свергнут опиравшийся на политические партии режим Николаса Грюницкого и были обещаны новые всеобщие выборы, однако в апреле того же года процесс подготовки к ним был прекращён. По-прежнему возглавлявший армию Эйадема распустил правивший Комитет национального примирения и провозгласил себя президентом. Политические партии на долгое время были запрещены, а ставший генералом Этьен Гнассингбе Эйадема оставался неограниченным правителем Того вплоть до своей смерти в 2005 году.

## От переворота к перевороту. Либеральный проект Николаса Грюницкого и его крах
Ночью на 13 января 1963 года группа тоголезских ветеранов французской армии, не поставленная на довольствие после возвращения на родину, подняла стихийный мятеж, во время которого первый президент Того Сильванус Олимпио был застрелен у ворот посольства США, где он пытался скрыться от гнева солдат. Президент Олимпио, опрометчиво экономивший на жаловании военных, за два с лишним года своего правления установил однопартийную систему, запретил политические партии, а лидеров оппозиции отправил в тюрьму или в эмиграцию. В ноябре 1962 года он успел объявить свой день рождения (6 сентября) нерабочим днём. При этом Олимпио, мечтавший превратить Того в «африканскую Швейцарию», постепенно отходил от традиционного профранцузского курса, сделав ставку на укрепление отношений с США и странами Общего рынка. Для этого он предпринял попытку выйти из зоны франка и ввести собственную валюту, учредив тоголезский франк, равный африканскому франку. Восстание солдат и сержантов положило конец этим реформам, а снятие угрозы интересам Франции стало первым следствием неожиданной (по крайней мере, внешне), гибели Олимпио.
Восставшие не нашли в своей среде людей, способных возглавить страну и пригласили на эту роль Николаса Грюницкого, давнего соперника Олимпио, жившего в изгнании в соседней Дагомее. Бывший депутат Национального собрания Франции и премьер-министр автономного Того при французском владычестве, Грюницкий взялся строить тоголезское государство на иных принципах, чем те, которых придерживался Сильванус Олимпио. Он добился принятия новой Конституции, восстановил многопартийность и парламентскую систему, вернулся к тесному сотрудничеству с Францией. Сформированное им четырёхпартийное правительство опиралось на парламентское большинство и проводило в целом либеральную политику . Однако новый курс вскоре также стал вызывать разочарование в тоголезском обществе. Нарастали политические противоречия между партиями, стремившимися к большей власти, не были решены экономические проблемы страны. Особенно обострились межэтнические отношения: больше половины (55 %) населения небольшого Того принадлежало к 325 различным племенам, не спешившим интегрироваться в единую нацию. Нарастающие политические и этнические противоречия сталкивали созданный Грюницким режим к грани падения. В 1966 году недовольство уже вырывалось наружу. Когда на улицах Ломе появились листовки, направленные против Грюницкого, сторонники президента обвинили в подрывной деятельности вице-президента страны Антуана Идриссу Меачи и его Партию единства Того.
Антуан Меачи, принадлежавший к одному из королевских родов севера Того, был давним соратником южанина Грюницкого и когда-то занимал в его автономном правительстве посты министра сельского хозяйства и министра юстиции. Олимпио отправил его в тюрьму, но Меачи бежал, перебрался в Дагомею, а затем в Гану. Вернувшийся к власти Грюницкий, напротив, вернул его из изгнания и сделал вторым человеком в стране. Но уже через три года история развела этих двух политиков в разные стороны.
17 ноября 1966 года, когда Грюницкий отправляется с визитом во Францию, Антуан Меачи, ссылаясь на 24-ю статью Конституции, производит новые назначения и перемещения в администрации. Вернувшийся президент упраздняет пост вице-президента и понижает Меачи до министра сельского хозяйства. В столице начинаются антиправительственные демонстрации. Они достигают апогея 21 ноября, когда по призыву Партии единства Того на улицы Ломе с требованием отставки Грюницкого, роспуска парламента и проведения новых выборов выходят более 5 000 человек. Требования демонстрантов находят поддержку среди армейских офицеров и положение президента уже кажется безвыходным. Грюницкому удаётся спастись только благодаря вмешательству двух человек — посла Франции и начальника штаба вооружённых сил подполковника Этьена Эйадемы. Французский посол обещает тоголезским военным несколько миллионов африканских франков и настроение в штабе армии резко меняется. Когда же Эйадеме и его окружению становится известно, что демонстранты требуют суда над убийцами Сильвануса Олимпио, те переходят к решительным действиям: восстанавливают контроль над полуторатысячной тоголезской армией и подавляют антиправительственное движение.
События 21 ноября 1966 года стали фактическим концом либерального проекта Николаса Грюницкого: в стране начались аресты оппозиционеров, парламентская коалиция ушла в прошлое и сменилась однопартийным правлением президентского Демократического союза населения Того. Теперь активировалась всегда незримо присутствовавшая на политической арене «третья сила» — тоголезская армия, возглавлявшаяся теми самыми сержантами 1963 года. Когда правление Грюницкого было уже в прошлом, французский еженедельник «Jeune Afrique» писал:
Ни для кого не было тайной, что режим Николаса Грюницкого являлся  «заложником» военных, которые поставили его во главе страны, после того, как 13 января 1963 года кучка солдат, в которую входил и Этьен Гнассингбе, убила Сильвануса Олимпио, первого президента Того.
И сам Грюницкий это прекрасно понимает. Ещё в 1963 году, когда обсуждается вопрос об отправке делегации в Аддис-Абебу на ратификацию Устава Организации африканского единства, он откровенно говорит собравшимся — «Вот только не знаю, буду ли я ещё во главе страны в тот момент…» (фр. Seulement, je ne sais pas si je serai encore à la tête du pays à ce moment là ).
Теперь, через четыре года, режим Второй республики (La Deuxième République) в Того и в самом деле подходил к своему концу. Тот же «Jeune Afrique» позднее напишет: «Свержение этого сына немецкого офицера польского происхождения и жительницы Того, родившегося в 1913 году, было неизбежно» (фр. Mais le renforcement de ses pouvoirs n'y change rien. Le renversement de ce fils d'un officier allemand d'origine polonaise et d'une Togolaise, né en 1913, était ineluctable.).

## 13 января
События 21 ноября и последовавшие полтора месяца политической неопределённости в Того заставили Францию приложить усилия к урегулированию ситуации в бывшей колонии. Формальное усиление власти Грюницкого, который нарушил свою же собственную Конституцию 1963 года, было только видимостью. Социальная и политическая база его режима сузились настолько, что президент лишился реальной поддержки, однако масштабной политической фигуры, способной его заменить, не находилось. Утверждают, что генеральный секретарь по африканским делам при президенте Франции Жак Фоккар, занявшийся проблемой Того, остановил свой выбор на подполковнике Эйадеме и убедил Париж сделать ставку именно на него. Фоккару пришлось убеждать и самого Эйадему, который понимал недостаток своего образования и сомневался в своих политических способностях.
Этьен Эйадема, которому в конце декабря исполнилось то ли 29 лет, то ли 31 год (называются разные даты его рождения), с ранней юности служил во французской армии, пройдя через войны в Индокитае и Алжире, и его образование ограничивалось сержантскими курсами. В числе других сержантов и солдат он вернулся на родину, чтобы служить в национальной армии, но, как и другие, не получил ни должности, ни жалования от экономного президента Олимпио. И не остался в долгу. В январе 1963 года Эйадема заявит французскому журналу «Paris Match», что это его пуля догнала Олимпио у ворот американского посольства. 26 января того же года журнал сообщит об этом всему миру, при том, что сам Эйадема не будет до конца уверен в точности своего заявления. Впрочем, будет и другая, полная натуралистических подробностей, версия тех событий: Эйадема перережет вены на руках раненого Олимпио, проткнёт ему штыком бедренную артерию и оставит президента умирать от потери крови, рассказывая товарищам, что так он для надёжности поступал с арабами в Алжире.
Вместо трибунала он получит офицерское звание, оттеснит от руководства армией руководивших мятежом сержантов, и в 1965 году возглавит штаб армии Того.
12 января 1967 года, в канун четвёртой годовщины событий 1963 года, Этьен Эйадема вновь начинает действовать, но второй переворот в истории Того будет напоминать скорее череду переговоров, чем военную операцию.
Вечером этого дня улицы Ломе опустели, а когда стемнело, министры и другие высокопоставленные деятели правительства, надев парадные костюмы, прибыли к резиденции Николаса Грюницкого на своих автомобилях. Около часа ночи 13 января к резиденции, где уже несколько часов шло совещание, прибыли и военные во главе с подполковником Этьеном Эйадемой. О подробностях долгой дискуссии, которая развернулась в эту ночь между политиками и военными, судить трудно, но перед рассветом Эйадема покинул заседание и уехал на радиостанцию Ломе. В 05.30 он выступил с обращением к стране, в котором заявил, что армия взяла власть в свои руки, чтобы «положить конец зашедшей в тупик политической ситуации», прекратить «политический беспорядок» («à la confusion politique»), который создаёт в стране «психоз неизбежной гражданской войны» («la psychose d’une guerre civile imminente»). По его словам, политика Грюницкого «не имела успеха», а Того, несмотря на все проведённые им реформы, осталось разделённым. Эйадема говорил: «Наш государственный переворот является мирным, ни один министр не был арестован. Мы продолжаем обеспечивать безопасность президента республики и его сотрудников». Армия, по словам подполковника, не была намерена оставаться у власти, и как только позволят обстоятельства, должна была уступить место демократическому правительству, новое руководство обязалось соблюдать Устав ООН и все международные договоры и соглашения, а Того осталось членом ОАЕ и Объединённой Афро-малагасийской организации.
В 06.45 переговоры в резиденции Николаса Грюницкого возобновились и через несколько часов президент лично выступил по радио с сообщением о своей отставке. Он заявил, что правительство, учитывая сложную обстановку в стране, «обратилось к армии с просьбой взять власть в свои руки»  . «Я оставляю власть с высоко поднятой головой и горжусь тем, что я сделал; я желаю счастья и благополучия тоголезскому народу» (фр. Je quitte le pouvoir, avait-il dEclare le jour du coup d’Etat, tete haute et fier de ce que j’ai fait ; je souhaite bonheur et prosperite au peuple togolais ) — разносилось по всей стране последнее обращение президента. Тем же утром агентство Франс Пресс разнесло уже по всему миру известие о перевороте в Того.
Переворот прошёл бескровно, армия практически не была задействована, а вместо ожидаемых арестов последовало освобождение участников волнений ноября 1966 года . Николас Грюницкий попросил политического убежища у правительства Берега Слоновой Кости и беспрепятственно выехал в Абиджан. Его падение вызвало у тоголезцев скорее радость, чем сожаление, и 14 января Эйадеме пришлось обратиться к рабочим и служащим с призывом вернуться на работу

## Конец Второй республики и новый режим
Первыми мероприятиями военных стал демонтаж политической системы, созданной Николасом Грюницким. В стране ввели чрезвычайное положение, правительство и Национальное собрание были распущены, Конституция от 5 мая 1963 года отменена.
Казалось, что теперь власть должна сосредоточиться в руках олицетворявшего переворот подполковника Этьена Эйадемы, однако радио Ломе заявило, что для управления страной будет создан специальный комитет, который подготовит «условия для проведения свободных выборов», и этот орган будет наделён функциями временного правительства. Но основанная новость заключалась в том, что комитет возглавит не Эйадема, а руководитель военного кабинета президента полковник Клебер Даджо.
Клебер Даджо был ровесником Грюницкого, но имел биографию, в чём-то схожую с биографией Эйадемы. Говорили, что именно благодаря его протекции Эйадема, страдавший повреждением коленного сустава, смог начать армейскую карьеру. В период Второй мировой войны он успел послужить в британской армии, а затем уже в составе французских войск побывал в Индокитае и в Алжире. В 1960 году, когда Того получило независимость, Даджо оказался единственным тоголезцем, обладавшим высоким унтер-офицерским чином, и Сильванус Олимпио поставил его во главе немногочисленной армии. Это решение дорого обошлось президенту — в январе 1963 году армия посчитала справедливым возмущение ветеранов и Клебер Даджо не стал возражать своим подчинённым. Николас Грюницкий назначил его на должность руководителя своего военного кабинета — самую высокую военную должностью, но и Грюницкого Клебер Даджо защищать не стал….
Ордонанс № 1 от 14 января 1967 года передавал всю исполнительную и законодательную власть Комитету национального примирения (фр. Comité de réconciliation nationale). В него вошли 8 человек, 7 из которых были гражданскими лицами, а четверо — сторонниками убитого в 1963 году С.Олимпио, выпущенные из тюрем или вернувшиеся из эмиграции. Единственным военным оказался Клебер Даджо, занявший посты министра иностранных дел и министра обороны. Остальные министры в правительстве КНП были дипломированными специалистами, такими как доктор Оин (министр здравоохранения), Букари Джобо (министр государственной службы и социальных дел), Полин Эльку (министр торговли, промышленности и туризма), Алекс Миведо (министр общественных работ) или Вартелеми Ламбони (министр национального образования). Четверо из семи новых министров так или иначе были причастны к попытке смещения Грюницкого в ноябре 1966 года. Основной задачей Комитета, собравшегося на первое заседание 14 января, стало проведение выборов течение 3 ближайших месяцев. Что до Этьена Эйадемы, то он остался на прежнем посту, не вошёл в состав КНП, и только присутствовал на пресс-конференции, когда было объявлено о его создании. Но наблюдатели всё же отметили, что в правительстве Даджо большинство составляют земляки Эйадемы, выходцы с севера Того.

## Итоги переворота. Три месяца и тридцать восемь лет
Когда вопрос о власти был решён, оставалось ждать итогов выборов, которые должны были состояться после 13 апреля 1967 года. Но эти предстоящие выборы не предвещали политической стабильности, а только усиливали неопределённость. Клебер Даджо был равнодушен к политике, оставался переходной фигурой, и Франция продолжала настаивать на приходе к власти полковника Эйадемы, чтобы обеспечить устойчивость власти. Жак Фоккар вновь убеждал сомневавшегося Эйадему, что именно он хозяин положения и единственный достойный кандидат в правители Того, а образование и компетентность со временем сами придут к бывшему сержанту.
В конце концов Этьен Эйадема решился открыто возглавить страну. 14 апреля 1967 года, на следующий день после того, как истекли три месяца со дня переворота, он распустил Комитет национального примирения и объявил себя президентом и главой правительства без всяких выборов. Через 10 дней, 24 апреля солдат Бокко Боссо попытался убить нового президента, что дало повод к ужесточению политического режима — все политические партии были распущены, а в 1969 году в стране была введена однопартийная система.
Жак Фоккар не ошибся в Этьене Эйадеме, вскоре присвоившем себе звание генерала, а в 1974 году переименовавшем себя в Гнассингбе Эйадему. Генерал использует все возможности для укрепления своего режима. В сентябре 1971 года по всему Того будут организованы народные манифестации с требованием не допустить проведения выборов, передачи власти парламенту и возврата к политической системе времён Николаса Грюницкого. Через месяц съезд традиционных вождей Того, которым в начале года Эйадема на 50 % увеличил выплаты от государства, также выразит полную поддержку военному правительству, а в январе 1972 года генерал Эйадема будет на референдуме вновь утверждён президентом. Бывший старший сержант станет «Отцом Нации, Национальным Кормчим, Просветлённым Руководителем и Освободителем» (фр. le Père de la Nation, le Timonier National, le Guide Eclairé, le Libérateur). Он будет переизбираться до самой своей смерти, скончается 5 февраля 2005 года от сердечного приступа, и даже передаст власть по наследству, прославив Того как «наследственную банановую монархию» (фр. monarchie héréditaire de type bananier).
Что касается других участников событий января 1967 года, то Николас Грюницкий проживёт после переворота меньше трёх лет. В 1969 году он попадёт в автомобильную аварию в Абиджане и умрёт в одном из парижских госпиталей. Эйадема позволит похоронить его на родине и придёт лично отдать почести свергнутому им президенту.
Антуан Меачи, немало способствовавший падению Грюницкого, будет долгие годы неплохо уживаться с новым режимом, заниматься сельским хозяйством, но в 1982 году его арестуют по обвинению в коррупции. Меачи будет осуждён и умрёт в тюрьме в марте 1984 года. Правозащитные организации утверждают, что причиной его смерти была т. н. «чёрная диета», вызвавшая истощение организма.
Клебер Даджо не будет возражать против своего смещения в апреле 1967 года, займёт пост министра юстиции, а в 1969 году уйдёт на пенсию и вернётся в родное селение. Он удовольствуется должностью кантонального вождя и умрёт в безвестности то ли в 1988, то ли в 1989 году.

## Память
В правление Г.Эйадемы дата 13 января отмечалась ежегодно, что, учитывая совпадение дат двух переворотов, выглядело двусмысленно. Во время торжеств 2000 года тоголезский писатель и журналист Гаэтан Тэтэ писал:
Тоголезский народ никогда во время празднований не знал точно, отмечается ли  убийство Сильвануса Олимпио, первого избранного президента Республики Того, что было бы неприлично праздновать ежегодно, или же именно захват власти тоголезскими военными 13 января 1967 года.
В 2005 году министр внутренних дел Того заявил, что 13 января по-прежнему будет отмечаться как один из государственных праздников, что вновь вызвало общественную дискуссию, особенно в кругах тоголезской политической эмиграции.